# 卡诺州
卡诺州（英語：Kano State）是奈及利亞36州之一，首府卡諾市。人口11,058,300（2011年）。卡诺州是尼日利亚北部经济中心，穆斯林人口众多。
卡诺州自2000年6月起执行伊斯兰教法，州政府承诺卡诺州的基督教徒不受伊斯兰教法管制。根據伊斯蘭教法，從2021年8月起，卡诺州的服装店禁止使用带有头部的人体模型展示衣服。